# Rhynchospora sublanata
Rhynchospora sublanata là loài thực vật có hoa trong họ Cói. Loài này được Lindeman & Donsel. miêu tả khoa học đầu tiên năm 1971.